# Zróbmy to jeszcze raz
Zróbmy to jeszcze raz – amerykańska komedia sensacyjna z 1975 roku.

## Główne role
- Sidney Poitier – Clyde Williams
- Bill Cosby – Billy Foster
- Calvin Lockhart – Biggie Smalls
- John Amos – Kansas City Mack
- Jimmie Walker – Bootney Farnsworth
- Ossie Davis – Elder Johnson
- Denise Nicholas – Beth Foster
- Lee Chamberlin – Dee Dee Williams
- Mel Stewart – Ellison
- Julius Harris – Bubbletop Woodson
- Paul E. Harris – Jody Tipps
- Val Avery – Porucznik Bottomley
- Morgan Roberts – Fish an' Chips Freddie

## Fabuła
Atlanta. Clyde Williams i Billy Foster to para robotników fizycznych, którzy próbują zebrać pieniądze dla Braci i Sióstr Shaka. Decydują się ustawić mecz bokserski w Nowym Orleanie. Używają hipnozy na Bootney'u Farnsworthcie i wmawiają mu, że jest mistrzem zawodowego boksu. Bootney pokonuje 40th Street Blacka. Williams i Foster po walce znikają. Wracając do domu i jest w porządku, do chwili, gdy obaj trafiają na gangsterów, którzy przegrali na tej walce. Każą im zrobić ten przekręt jeszcze raz albo ich zabiją.